# Wypadek autobusu pod Dschang
Wypadek autobusu w pobliżu Dschang – wypadek drogowy, do którego doszło 27 stycznia 2021 roku w gminie Santchou, na klifie Dschang niedaleko miasta o tej samej nazwie, w zachodniej części Kamerunu. W wyniku wypadku zginęły 53 osoby, a 29 zostało ciężko rannych.

## Przebieg
27 stycznia 2021 roku około 3:30 w nocy na klifie Dschang doszło do wypadku 70-miejscowego autobusu należącego do przedsiębiorstwa „Menoua voyages”, oferującego podróże międzymiastowe. Autobus zderzył się z cysterną Toyota Dyna wypełnioną paliwem i zajął się ogniem. Gubernator Regionu Zachodniego Awa Fonka Augustine potwierdził, że z autobusu wydobyto zwłoki 53 osób, a 29 osób zostało poważnie rannych. W wyniku pożaru, jaki nastąpił po zderzeniu, zwłoki uległy spaleniu, uniemożliwiając identyfikację ofiar. Według wstępnych ustaleń ciężarówka miała problemy z hamowaniem, ponadto panowała mgła. Gubernator wydał również nakaz aresztowania kierowcy cysterny, który uciekł z miejsca zdarzenia.
Jak podała państwowa telewizja CRTV rannych (w tym dzieci) przewieziono do szpitala rejonowego w Dschang. Miejsce zdarzenia, klif Dschang, słynie jako obszar niebezpieczny dla kierowców ze względu na liczne wzgórza i wąwozy.

## Reakcje
Po katastrofie wznowiono dyskusję dotyczącą problemów związanych z transportem w Kamerunie. Krajowa Komisja Praw Człowieka i Wolności zwróciła uwagę m.in. na zły stan techniczny pojazdów, brak wymaganych przeglądów, brawurę kierowców oraz jazdę pod wpływem alkoholu. W komunikacie wspomniano również o złym stanie infrastruktury drogowej w kraju oraz niedostatecznym oznakowaniu drogowym. Podkreślono jednocześnie, że liczba ofiar śmiertelnych w wypadkach drogowych na przestrzeni ostatniej dekady znacząco spadła: z 1588 w 2011 roku, przez 1091 w 2015 roku po 937 w 2019 roku. Odnotowano również wzrost liczby wypadków od grudnia 2020 roku, w szczególności katastrofę z 27 grudnia 2020 roku, gdy autobus jadący z Jaunde do Bafoussam zderzył się z ciężarówką. W wypadku zginęło 37 osób, w tym czworo dzieci.
Minister transportu Jean Ernest Massena Ngalle Bibehe powiedział, że wypadek ukazuje problemy nocnych podróży międzymiastowych oferowanych przez przedsiębiorstwa transportowe i wskazuje na potrzebę nadzoru nad nimi. Ngalle Bibehe dodał, że śledztwo „ustali zakres odpowiedzialności” i podjęte zostaną „odpowiednie środki”. Minister złożył kondolencje rodzinom zmarłych i życzył rannym „szybkiego powrotu do zdrowia”.
Dwa dni po wypadku ambasador Kamerunu we Francji, André-Magnus Ekoumou, oddał hołd ofiarom wypadku. W trakcie dziesięciominutowej ceremonii, w której wziął udział cały personel dyplomatyczny oraz pracownicy ambasady, został złożony wieniec pamięci.